# Грубешор (приток Пожемаю)
Грубешор (устар. Грубе-Шор) — река в Шурышкарском районе Ямало-Ненецкого АО. Устье реки находится в 24 км по правому берегу реки Пожемаю. Длина Грубешора составляет 14 км.

## Данные водного реестра
По данным государственного водного реестра России, река относится к Нижнеобскому бассейновому округу. Водохозяйственный участок реки — Обь от впадения реки Северная Сосьва до города Салехард. Речной подбассейн Грубешора — бассейны притоков Оби ниже впадения Северной Сосьвы, речной бассейн — (Нижняя) Обь от впадения Иртыша.